# Beylikdüzü Voleybol İhtisas Spor Kulübü
Il Beylikdüzü Voleybol İhtisas Spor Kulübü è una società pallavolistica turca con sede a Istanbul: milita nel campionato turco di Sultanlar Ligi.

## Storia
L'Arma Yaşam Gençlik Spor Kulübü viene fondato nel 2014, venendo iscritto alla Voleybol 3. Ligi; al termine del campionato 2014-15 ottiene la promozione in Voleybol 2. Ligi. Nel 2016 viene rinominato Beylikdüzü Voleybol İhtisas Spor Kulübü e, dopo due annate in serie cadetta, centra la promozione in Sultanlar Ligi, esordendovi nella stagione 2017-18.

## Rosa 2020-2021
| N° | Nome              | Ruolo | Data di nascita   | Nazionalità sportiva |
| -- | ----------------- | ----- | ----------------- | -------------------- |
| 2  | Zekiye Ünal       | S     | 22 giugno 2002    | Turchia              |
| 4  | Buse Kaygısız     | L     | 6 febbraio 1997   | Turchia              |
| 7  | Deniz Uyanık      | C     | 25 giugno 2001    | Turchia              |
| 9  | İklimya Demir     | O     | 24 maggio 2004    | Turchia              |
| 10 | Gözde Nur Turan   | C     | 21 gennaio 2003   | Turchia              |
| 11 | Dilara Elmacıoğlu | P     | 4 aprile 2003     | Turchia              |
| 13 | Ceren Erdinç      | C     | 22 settembre 2002 | Turchia              |
| 15 | Açelya Özman      | P     | 2003              | Turchia              |
| 16 | Nazlı Polat       | S     | 3 maggio 2002     | Turchia              |
| 18 | Bade Keskin       | S     | 2003              | Turchia              |

## Denominazioni precedenti
- 2014-2016: Arma Yaşam Gençlik Spor Kulübü